# Presidents de la Vall d'Aosta
Presidents de la Vall d'Aosta els presidents de la Junta Regional de la Vall d'Aosta han estat:
| Presidents de la Vall d'Aosta | Presidents de la Vall d'Aosta | Presidents de la Vall d'Aosta | Presidents de la Vall d'Aosta |
| President                     | Partit                        | Mandat                        | Legislatura                   |
| ----------------------------- | ----------------------------- | ----------------------------- | ----------------------------- |
| Federico Chabod               | UV                            | 1946                          | Provisional                   |
| Severino Caveri               | UV                            | 1946–1949                     | Provisional                   |
| Severino Caveri               | UV                            | 1949–1954                     | I Legislatura                 |
| Vittorino Bondaz              | DC                            | 1954–1959                     | II Legislatura                |
| Oreste Marcoz                 | UV                            | 1959–1963                     | III Legislatura               |
| Severino Caveri               | UV                            | 1963–1966                     | IV Legislatura                |
| Cesare Bionaz                 | DC                            | 1966–1968                     | IV Legislatura                |
| Cesare Bionaz                 | DC                            | 1968–1969                     | V Legislatura                 |
| Mauro Bordon                  | DC                            | 1969–1970                     | V Legislatura                 |
| Cesare Dujany                 | DP                            | 1970–1973                     | V Legislatura                 |
| Cesare Dujany                 | DP                            | 1973–1974                     | VI Legislatura                |
| Mario Andrione                | UV                            | 1974–1978                     | VI Legislatura                |
| Mario Andrione                | UV                            | 1978–1983                     | VII Legislatura               |
| Mario Andrione                | UV                            | 1983–1984                     | VIII Legislatura              |
| Augusto Rollandin             | UV                            | 1984–1988                     | VIII Legislatura              |
| Augusto Rollandin             | UV                            | 1988–1990                     | IX Legislatura                |
| Gianni Bondaz                 | DC                            | 1990–1992                     | IX Legislatura                |
| Ilario Lanivi                 | AI                            | 1992–1993                     | IX Legislatura                |
| Dino Viérin                   | UV                            | 1993–1998                     | X Legislatura                 |
| Dino Viérin                   | UV                            | 1998–2002                     | XI Legislatura                |
| Roberto Louvin                | UV                            | 2002–2003                     | XI Legislatura                |
| Carlo Perrin                  | UV                            | 2003–2004                     | XII Legislatura               |
| Luciano Caveri                | UV                            | 2004–2008                     | XII Legislatura               |
| Augusto Rollandin             | UV                            | 2008–2017                     | XIII i XIV Legislatura        |
| Pierluigi Marquis             | SA                            | 2017                          | XIV Legislatura               |
| Laurent Viérin                | UVP                           | 2017-2018                     | XIV Legislatura               |
| Nicoletta Spelgatti           | LN                            | 2018                          | XV Legislatura                |
| Antonio Fosson                | PNV                           | 2018-2019                     | XV Legislatura                |
| Renzo Testolin                | UV                            | 2019-2020                     | XV Legislatura                |
| Erik Lavévaz                  | UV                            | 2020-2023                     | XVI Legislatura               |
| Renzo Testolin                | UV                            | 2023                          | XVI Legislatura               |